# Gare de Charleston (Virginie-Occidentale)
La gare de Charleston est une gare ferroviaire des États-Unis, située sur le territoire de la ville Charleston, dans l'État de Virginie-Occidentale.

## Histoire
Elle a été construite en 1905.

## Service des voyageurs

### Desserte
Elle est desservie par des liaisons longue-distance Amtrak:
- Le Cardinal: Chicago (Illinois) - New York (New York)